# Humanwissenschaft
Zur Humanwissenschaft (englisch human science), auch Humanwissenschaften, zählen Wissenschaften, die sich mit dem Menschen als Forschungsobjekt befassen. Es wird dezidiert eine interdisziplinäre Arbeitsweise mit dem Begriff verbunden. In der Humanwissenschaftlichen Forschung wird trotz einiger Unterschiede sowohl auf Methoden, Erklärungsversuche und Argumentationen der Geistes- als auch der Sozial- und Naturwissenschaften zurückgegriffen. Humanwissenschaft hat in diesem Kontext Parallelen mit der Anthropologie.

## Einzelwissenschaften
Zu den Humanwissenschaften in diesem Sinne können unter anderem Psychologie, Pädagogik, Fachdidaktiken, Soziale Arbeit, Anthropologie, Humanbiologie, Humanmedizin, Pflegewissenschaft, Humanethologie, Soziobiologie, Humangeographie und Geistes- und Kulturwissenschaften wie Geschichtswissenschaften, Ethnologie bzw. Volkskunde und Archäologie, gezählt werden.

### Anwendung
Das Anwenden der im Studium und in der wissenschaftlichen Arbeit gewonnenen Qualifikation und erarbeiteten Resultate kann nicht allgemein oder generalisiert zugeordnet werden, sondern ist ausschließlich individuell zu bestimmen.

### Abgrenzung
Wirtschafts- und Sozialwissenschaften (wie z. B. Soziologie, Politikwissenschaft) sowie verwandte geistes- und kulturwissenschaftliche Disziplinen zählen in der Regel nicht zu den Humanwissenschaften, wohl aber zu den Humanities. So beschäftigen sich Sozialwissenschaften primär mit Strukturen sowie Prozessen auf der Makroebene und verwenden humanwissenschaftliche Erkenntnisse vor allem zu Zwecken handlungstheoretischer Überlegungen im Rahmen des methodologischen Individualismus.